# Forever Came Today
Singles de The Supremes
In and out of Love
(1967) Some Things You Never Get Used To
(1968)
Forever Came Today est une chanson enregistrée en décembre 1967 et sortie en février 1968 par The Supremes. On y entend en voix principale, la voix de Diana Ross.

## Version des Jackson 5
Singles de The Jackson 5
I Am Love
(1974) All I Do Is Think of You
(1975)
Pistes de Moving Violation
Moving Violation
(2)
La chanson a été reprise dans un genre disco et funk en 1975 par le groupe The Jackson 5 dans l'album Moving Violation. 
Elle est le 1er single extrait de l'album, produit par Hal Davis et la maison de disques Motown. En face B de ce single figure All I Do Is Think of You qui est aussi dans l'album Moving Violation. 
En 2001, Motown Records a remasterisé tous les albums du groupe dans une série « Two Classic Albums / One CD » (un peu comme ils l'ont fait à la fin des années 1980). Moving Violation a été jumelé avec Dancing Machine et contient comme bonus une version « Disc-o-Tech # 3 Remix » de Forever Came Today.
Le titre Forever Came Today a également été remixé en 2009, pour l'album The Remix Suite de Michael Jackson.